# جان تراتنيك
جان تراتنيك (بالإيطالية: Jan Tratnik)‏ (و. 1990  م) هو راكب دراجة هوائية سلوفيني، ولد في ليوبليانا، شارك في طواف فرنسا 2019.

## سجل الفوز

### سباقات أو مراحل فاز بها
| التاريخ        | السباق                                                   | المركز                  |
| -------------- | -------------------------------------------------------- | ----------------------- |
| 12 أغسطس 2012  | 2012 European Road Cycling Championships Men U23 RR      | الفائز في التصنيف العام |
| 16 مايو 2014   | سباق فيسيغراد 4 للدراجات - جي بي سلوفاكيا 2014           | الثامن في التصنيف العام |
| 24 مايو 2015   | سباق فيسيغراد 4 للدراجات - جي بي سلوفاكيا 2015           | السادس في التصنيف العام |
| 12 يوليو 2015  | طواف النمسا 2015                                         |                         |
| 13 سبتمبر 2015 | طواف شرق بوهيميا 2015                                    | الفائز في التصنيف العام |
| 05 مارس 2016   | بوريك تروفي 2016                                         |                         |
| 19 يونيو 2016  | طواف سلوفينيا 2016                                       |                         |
| 26 يونيو 2016  | سباق الطريق للرجال في بطولة سلوفينيا لسباق الدراجات 2016 | الفائز في التصنيف العام |
| 31 يوليو 2016  | Rad am Ring 2016                                         | الثالث في التصنيف العام |
| 10 سبتمبر 2016 | طواف شرق بوهيميا 2016                                    | الفائز في التصنيف العام |
| 01 يناير 2017  | أوكولو سلوفينسكا 2017                                    | الفائز في التصنيف العام |
| 13 أغسطس 2017  | جولة ركوب الدراجات التشيكية 2017                         |                         |
| 31 مارس 2018   | فولتا ليمبورغ الكلاسيكي 2018                             | الفائز في التصنيف العام |
| 13 مايو 2018   | 2018 Szlakiem Grodów Piastowskich                        |                         |
| 17 يونيو 2021  | سباق الطريق ضد الساعة للرجال في بطولة سلوفينيا 2021      | الفائز في التصنيف العام |
| 23 يونيو 2022  | سباق الزمن على الطريق للرجال في بطولة سلوفينيا 2022      | الفائز في التصنيف العام |
| 24 فبراير 2024 | طواف نيوشبلاد 2024                                       | الفائز في التصنيف العام |

## روابط خارجية
- جان تراتنيك على موقع الاتحاد الدولي للدراجات (الإنجليزية)
- جان تراتنيك على موقع أرشيف الدراجات (الإنجليزية)
- جان تراتنيك على موقع إحصائيات الدراجات الإحترافية (الإنجليزية)
- جان تراتنيك على موقع نسبة الدراجات (الإنجليزية)
- جان تراتنيك على موقع CycleBase (الإنجليزية)
- جان تراتنيك على موقع اللجنة الأولمبية الدولية (الإنجليزية)
- جان تراتنيك على موقع أوليمبيديا (الإنجليزية)